# Discografia de Janet Jackson
Esse artigo contém a discografia da cantora e compositora americana Janet Jackson e inclui informações relacionadas aos seus álbuns e singles lançados. Ela já vendeu 160 milhões de álbuns ao redor do mundo, e está presente na lista das 11 cantoras que mais venderam nos Estados Unidos.Ela já emplacou 10 singles número #1 na Hot 100 , 16 no Hot R&B/Hip-Hop , e 19 no Hot Dance/Club Play da Billboard. Ela também tem em sua carreira 27 singles no top 10 da Billboard Hot 100, 31 singles no Top 10 da Hot R&B/Hip-Hop charts, e 32 no Hot Dance/Club Play chart. Ela foi a primeira artista da história a produzir sete singles Top 5 em um mesmo álbum com o seu, Janet Jackson's Rhythm Nation 1814 em 1989 .
E ela também está presente na lista dos 40 artistas mais vendidos da história. Nos Estados Unidos vendeu mais de 60 milhões de gravações, sendo 26 milhões de álbuns de acordo com a RIAA. Em 9 de Janeiro de 2010, o single "Make Me" número #1 na Dance Charts, deu a ela um total de 19 singles #1 na parada (A segunda com mais músicas número #1 nessa parada), Fazendo dela também a primeira a artista a ter #1 em uma parada em 4 décadas diferentes .
Seus álbuns Control, Janet Jackson's Rhythm Nation 1814 e janet. estão no Top 100 dos álbuns mais vendidos de acordo com a RIAA.
Ela é a quarta artista feminina com mais singles #1 na Billboard Hot 100, divide com Mariah e Madonna o posto de ter #1 no Hot 100 em três décadas diferentes. Janet Jackson e Mariah Carey, carregam o posto de serem as únicas a ter singles #1 em uma tabela por 4 décadas diferentes. Ou seja, cantoras atemporais.

## Álbuns de Estúdio
| Ano                                             | Nome | Posição nas Tabelas | Posição nas Tabelas | Posição nas Tabelas | Posição nas Tabelas | Posição nas Tabelas | Posição nas Tabelas | Posição nas Tabelas | Posição nas Tabelas | Posição nas Tabelas | Posição nas Tabelas | Vendas                                    | Certificações                                              |
| Ano                                             | Nome | U.S.                | U.S. R&B            | UK                  | CAN                 | AUS                 | NZ                  | GER                 | FRA                 | JPN                 | SA                  | Vendas                                    | Certificações                                              |
| ----------------------------------------------- | --- | ------------------- | ------------------- | ------------------- | ------------------- | ------------------- | ------------------- | ------------------- | ------------------- | ------------------- | ------------------- | ----------------------------------------- | ---------------------------------------------------------- |
| 1982                                            | Janet Jackson - Primeiro Álbum de Estúdio - Lançamento: 21 de Setembro de 1982 - Gravadora: A&M Records                    | 63                  | 6                   | —                   | —                   | —                   | 44                  | —                   | —                   | 43                  | 98                  | - 400,000 - 250,000                       |                                                            |
| 1984                                            | Dream Street - Segundo Álbum de Estúdio - Lançamento: 23 de Outubro de 1984 - Gravadora: A&M Records                       | 147                 | 19                  | —                   | —                   | —                   | —                   | —                   | —                   | 59                  | 154                 | - 250,000 - 250,000[*]                    |                                                            |
| 1986                                            | Control - Terceiro Álbum de Estúdio - Lançamento: 4 de Fevereiro de 1986 - Gravadora: A&M Records                          | 1                   | 1                   | 8                   | 11                  | 25                  | 5                   | 12                  | 11                  | 1                   | 1                   | - 10,000,000+ - 5,000,000+ - 5,883,000[*] | - 5× Platina - 1× Platina - 1× Platina                     |
| 1989                                            | Janet Jackson's Rhythm Nation 1814 - Quarto Álbum de Estúdio - Lançamento: 18 de Setembro de 1989 - Gravadora: A&M Records | 1                   | 1                   | 4                   | 10                  | 1                   | 9                   | 8                   | 7                   | 1                   | 1                   | - 12,000,000+ - 860,000[*]                | - 6× Platina - 1× Platina - 1× Platina                     |
| 1993                                            | janet. - Quinto Álbum de Estúdio - Lançamento: 18 de Maio de 1993 - Gravadora: Virgin Records                              | 1                   | 1                   | 1                   | 1                   | 1                   | 2                   | 4                   | 6                   | 1                   | 1                   | - 14,000,000 - 7,000,000+ - 1.860,000[*]  | - 6× Platina - 3× Platina - 2× Platina                     |
| 1997                                            | The Velvet Rope - Sexto Álbum de Estúdio - Lançamento: 7 de Outubro de 1997 - Gravadora: Virgin Records                    | 1                   | 2                   | 6                   | 2                   | 4                   | 3                   | 4                   | 5                   | 10                  | 1                   | - 10,000,000+ - 3,229,000+ - 420,000[*]   | - 3× Platina - 3× Platina - 2× Platina                     |
| 2001                                            | All for You - Sétimo Álbum de Estúdio - Lançamento: 24 de Abril de 2001 - Gravadora: Virgin Records                        | 1                   | 1                   | 2                   | 1                   | 3                   | 3                   | 3                   | 2                   | 4                   | 1                   | - 5,000,000 - 3,100,000+ - 100,000[*]     | - 3× Platina - 3× Platina - 1× Platina - Ouro - 3× Platina |
| 2004                                            | Damita Jo - Oitavo Álbum de Estúdio - Lançamento: 30 de Março de 2004 - Gravadora: Virgin Records                          | 2                   | 2                   | 32                  | 7                   | 18                  | 50                  | 21                  | 35                  | 10                  | 9                   | - 2,400,000+ - 1,000,000+                 | - 1× Platina - 1× Platina - Ouro - Ouro                    |
| 2006                                            | 20 Y.O. - Nono Álbum de Estúdio - Lançamento: 26 de Setembro de 2006 - Gravadora: Virgin Records                           | 2                   | 1                   | 63                  | 4                   | 55                  | —                   | 46                  | 32                  | 7                   | 45                  | - 1,500,000+ - 655,000+                   | - 3× Platina - Ouro                                        |
| 2008                                            | Discipline - Décimo Álbum de Estúdio - Lançamento: 25 de Fevereiro de 2008 - Gravadora: Island Records                     | 1                   | 1                   | 63                  | 3                   | 16                  | 35                  | 38                  | 43                  | 9                   | 15                  | - 1,000,000 - 507,000+                    | - Ouro                                                     |
| 2015                                            | Unbreakable - Décimo Primeiro Álbum de Estúdio - Lançamento: 2 de Outubro de 2015 - Gravadora: Rhythm Nation Records       | 1                   | 1                   | 11                  | 1                   | 11                  | —                   | 34                  | 25                  | 18                  | —                   | - 500,000                                 |                                                            |
| "—" Denota álbuns que não entraram nas paradas. | |                     |                     |                     |                     |                     |                     |                     |                     |                     |                     |                                           |                                                            |

Notes:
- Todas essas vendas ocorreram em clubes BMG Music, que foram significativamente populares nos anos 90 e início dos anos 00. Nielsen SoundScan e RIAA não contam estas vendas em suas certificações.[31][32]

### Remixes
| Ano                                                                                              | Nome | Posição nas Tabelas | Posição nas Tabelas | Posição nas Tabelas | Posição nas Tabelas | Posição nas Tabelas | Posição nas Tabelas | Posição nas Tabelas | Posição nas Tabelas | Posição nas Tabelas | Vendas    | Certificações |
| Ano                                                                                              | Nome | U.S.                | U.S. R&B            | UK                  | CAN                 | AUS                 | NZ                  | GER                 | JPN                 | FRA                 | Vendas    | Certificações |
| ------------------------------------------------------------------------------------------------ | --- | ------------------- | ------------------- | ------------------- | ------------------- | ------------------- | ------------------- | ------------------- | ------------------- | ------------------- | --------- | ------------- |
| 1987                                                                                             | Control: The Remixes - Primeiro álbum de Remixes - Lançamento: 26 de Janeiro de 1987 - Gravadora: A&M Records | —                   | —                   | 20                  | —                   | —                   | —                   | —                   | —                   | —                   | - 100,000 | - Ouro        |
| 1995                                                                                             | janet. Remixed - Segundo álbum de remixes - Lançamento: 13 de Março de 1995 - Gravadora: Virgin Records       | —                   | —                   | 15                  | —                   | 64                  | —                   | 26                  | 67                  | —                   | - 300,000 | - 1× Platina  |
| "—" Denota de lançamentos que não entraram nas paradas , ou não foram lançados no país da parada | |                     |                     |                     |                     |                     |                     |                     |                     |                     |           |               |

### Compilações
| Ano  | Nome | Posições nas Tabelas | Posições nas Tabelas | Posições nas Tabelas | Posições nas Tabelas | Posições nas Tabelas | Posições nas Tabelas | Posições nas Tabelas | Posições nas Tabelas | Posições nas Tabelas | Vendas                                   | Certificações                                       |
| Ano  | Nome | U.S.                 | U.S. R&B             | UK                   | CAN                  | AUS                  | NZ                   | GER                  | JPN                  | FRA                  | Vendas                                   | Certificações                                       |
| ---- | --- | -------------------- | -------------------- | -------------------- | -------------------- | -------------------- | -------------------- | -------------------- | -------------------- | -------------------- | ---------------------------------------- | --------------------------------------------------- |
| 1995 | Design of a Decade 1986/1996 - Primeira Compilação - Lançamento: 10 de Outubro de 1995 - Gravadora: A&M Records                        | 3                    | 4                    | 2                    | 5                    | 2                    | 1                    | 4                    | 4                    | 5                    | - 10,000,000 - 2,411,000+ - 1,500,000[*] | - 2× Platina - 2× Platina - 1× Platina - 2× Platina |
| 2009 | Number Ones / The Best - Segunda Compilação - Lançamento: 17 de Novembro de 2009 - Gravadora: A&M Records, Universal Music Enterprises | 22                   | 3                    | 28                   | 43                   | —                    | —                    | —                    | 20                   | 25                   |                                          | * 2,000,000 - 172,000                               |
| 2010 | Icon: Number Ones - Terceira Compilação - Lançamento: 31 de Agosto de 2010 - Gravadora: A&M Records, Universal Music Enterprises       | —                    | —                    | —                    | —                    | —                    | —                    | —                    | —                    | —                    |                                          |                                                     |

Notas:
- ↑  * *Todas essas vendas ocorreram em clubes

BMG Music, que foram significativamente populares nos anos 90 e início
dos anos 00. Nielsen SoundScan e RIAA não contam estas vendas em suas
certificações.

## Singles
Ela tem 10 singles no Topo do Hot 100 e é a quinta mulher com mais singles nessa posição.
| 1982                                                              | "Young Love"                                                                                         | 64  | —  | 6   | —   | —   | —  | —  | —  | —   | 16 | —                                    | Janet Jackson                             |
| 1983                                                              | "Come Give Your Love to Me"                                                                          | 58  | 30 | 17  | —   | —   | —  | —  | —  | —   | —  | —                                    | Janet Jackson                             |
| 1983                                                              | "Say You Do"                                                                                         | —   | 11 | 15  | —   | —   | —  | —  | —  | —   | —  | —                                    | Janet Jackson                             |
| 1983                                                              | "Love and My Best Friend"                                                                            | —   | —  | —   | —   | —   | —  | —  | —  | —   | —  | —                                    | Janet Jackson                             |
| 1983                                                              | "Don't Mess Up This Good Thing"                                                                      | —   | —  | —   | —   | —   | —  | —  | —  | —   | —  | —                                    | Janet Jackson                             |
| 1984                                                              | "Don't Stand Another Chance"                                                                         | 101 | 23 | 9   | —   | —   | —  | —  | —  | —   | —  | —                                    | Dream Street                              |
| 1984                                                              | "Two to the Power of Love" (with Cliff Richard)                                                      | —   | —  | —   | 83  | —   | —  | —  | —  | —   | —  | —                                    | Dream Street                              |
| 1984                                                              | "Fast Girls"                                                                                         | —   | —  | 40  | —   | —   | —  | —  | —  | —   | —  | —                                    | Dream Street                              |
| 1984                                                              | "Dream Street"                                                                                       | —   | —  | —   | —   | —   | —  | —  | —  | —   | —  | —                                    | Dream Street                              |
| 1985                                                              | "Start Anew"                                                                                         | —   | —  | —   | —   | —   | —  | —  | —  | —   | —  | —                                    | Single sem álbum                          |
| 1986                                                              | "What Have You Done for Me Lately"                                                                   | 4   | 2  | 1   | 3   | 6   | 2  | 1  | 8  | 56  | 27 | - Ouro - Prata - Ouro                | Control                                   |
| 1986                                                              | "Nasty"                                                                                              | 3   | 2  | 1   | 19  | 17  | 3  | 2  | 9  | 99  | 8  | - Ouro - Ouro                        | Control                                   |
| 1986                                                              | "When I Think of You"                                                                                | 1   | 1  | 3   | 10  | 53  | 15 | 1  | 36 | —   | 23 | - Ouro                               | Control                                   |
| 1986                                                              | "Control"                                                                                            | 5   | 1  | 1   | 42  | 82  | 20 | 4  | —  | —   | 16 | - Ouro                               | Control                                   |
| 1987                                                              | "Let's Wait Awhile"                                                                                  | 2   | —  | 1   | 3   | 21  | 14 | 1  | 34 | —   | 26 | - Prata                              | Control                                   |
| 1987                                                              | "The Pleasure Principle"                                                                             | 14  | 1  | 1   | 24  | 50  | —  | 9  | —  | —   | 37 | —                                    | Control                                   |
| 1987                                                              | "Funny How Time Flies (When You're Having Fun)"                                                      | —   | —  | —   | 59  | —   | —  | —  | —  | —   | —  | —                                    | Control                                   |
| 1989                                                              | "Miss You Much"                                                                                      | 1   | 1  | 1   | 22  | 12  | 1  | 1  | 16 | 66  | 2  | - 1× Platina - Ouro                  | Rhythm Nation                             |
| 1989                                                              | "Rhythm Nation"                                                                                      | 2   | 1  | 1   | 23  | 56  | 2  | 1  | 83 | —   | 17 | - Ouro                               | Rhythm Nation                             |
| 1990                                                              | "Escapade"                                                                                           | 1   | 1  | 1   | 17  | 25  | 3  | 1  | 17 | 23  | 15 | - Ouro                               | Rhythm Nation                             |
| 1990                                                              | "Alright"                                                                                            | 4   | 1  | 2   | 20  | 100 | 7  | 3  | 43 | —   | 28 | - Ouro                               | Rhythm Nation                             |
| 1990                                                              | "Come Back to Me"                                                                                    | 2   | —  | 2   | 20  | 79  | 27 | 2  | —  | —   | —  | —                                    | Rhythm Nation                             |
| 1990                                                              | "Black Cat"                                                                                          | 1   | 17 | 10  | 15  | 6   | 9  | 1  | 34 | —   | 25 | - Ouro                               | Rhythm Nation                             |
| 1990                                                              | "Love Will Never Do (Without You)"                                                                   | 1   | 4  | 3   | 34  | 14  | —  | 2  | —  | —   | 27 | - Ouro                               | Rhythm Nation                             |
| 1991                                                              | "State of the World" ^^                                                                              | —   | 9  | 23* | —   | 94  | —  | 1  | —  | —   | —  | —                                    | Rhythm Nation                             |
| 1993                                                              | "That's the Way Love Goes"                                                                           | 1   | 1  | 1   | 2   | 1   | 1  | 1  | 9  | 15  | 1  | - 1× Platina - Ouro                  | janet.                                    |
| 1993                                                              | "If"                                                                                                 | 4   | 1  | 3   | 14  | 18  | 1  | 1  | 25 | 63  | 8  | - Ouro                               | janet.                                    |
| 1993                                                              | "Again"                                                                                              | 1   | —  | 7   | 6   | 19  | —  | 1  | 29 | 59  | 13 | - 1× Platina                         | janet.                                    |
| 1994                                                              | "Because of Love"                                                                                    | 10  | 4  | 9   | 19  | 25  | —  | 2  | 72 | —   | 23 | —                                    | janet.                                    |
| 1994                                                              | "Any Time, Any Place"                                                                                | 2   | —  | 1   | 13  | 37  | 6  | 4  | —  | —   | 20 | - Ouro                               | janet.                                    |
| 1994                                                              | "Throb" ^^                                                                                           | —   | 2  | —   | —   | —   | —  | —  | —  | —   | —  | —                                    | janet.                                    |
| 1994                                                              | "You Want This"                                                                                      | 8   | 9  | 9   | 14  | 16  | —  | 5  | 90 | —   | 11 | - Ouro                               | janet.                                    |
| 1995                                                              | "Whoops Now" ^^                                                                                      | —   | —  | —   | 9   | 49  | —  | —  | 11 | 5   | 1  | —                                    | janet.                                    |
| 1995                                                              | "What'll I Do" ^^                                                                                    | —   | —  | —   | —   | 14  | —  | —  | —  | —   | —  | —                                    | janet.                                    |
| 1995                                                              | "Runaway"                                                                                            | 3   | 8  | 6   | 6   | 8   | 1  | 1  | 39 | 25  | 3  | - Ouro                               | Design Of A Decade                        |
| 1996                                                              | "Twenty Foreplay" ^^                                                                                 | —   | —  | —   | 22  | 29  | —  | 11 | 74 | —   | 38 | —                                    | Design Of A Decade                        |
| 1997                                                              | "Got 'til It's Gone" (featuring Joni Mitchell and Q-Tip) ^^                                          | —   | 6  | —   | 6   | 10  | —  | 17 | 17 | 11  | 4  | - Prata - : Ouro                     | The Velvet Rope                           |
| 1997                                                              | "Together Again"                                                                                     | 1   | 1  | 8   | 4   | 4   | 2  | 1  | 2  | 2   | 5  | - Ouro - : 1× Platina - : 1× Platina | The Velvet Rope                           |
| 1998                                                              | "I Get Lonely" (featuring Blackstreet)                                                               | 3   | 10 | 1   | 5   | 21  | 18 | 3  | 75 | 72  | 6  | - Ouro                               | The Velvet Rope                           |
| 1998                                                              | "Go Deep" ^^                                                                                         | —   | 1  | —   | 13  | 39  | 9  | 2  | 72 | 22  | 13 | —                                    | The Velvet Rope                           |
| 1998                                                              | "You"                                                                                                | —   | —  | —   | —   | —   | —  | 18 | —  | —   | —  | —                                    | The Velvet Rope                           |
| 1998                                                              | "Every Time" ^^                                                                                      | 125 | —  | —   | 46  | 52  | —  | 4  | 67 | 95  | 34 | —                                    | The Velvet Rope                           |
| 1999                                                              | "Ask for More"                                                                                       | —   | —  | —   | —   | —   | —  | —  | —  | —   | —  | —                                    | Single sem Álbum                          |
| 2000                                                              | "Doesn't Really Matter"                                                                              | 1   | —  | 3   | 5   | 28  | 6  | 1  | 23 | 40  | 27 | - Ouro - Prata                       | All for You                               |
| 2001                                                              | "All for You"                                                                                        | 1   | 1  | 1   | 3   | 5   | 1  | 1  | 16 | 3   | 2  | - 1× Platina                         | All for You                               |
| 2001                                                              | "Someone to Call My Lover"                                                                           | 3   | 1  | 11  | 11  | 15  | 9  | 1  | 65 | 58  | 18 |                                      | All for You                               |
| 2001                                                              | "Son of a Gun" (featuring Missy Elliott and Carly Simon)                                             | 28  | 7  | 26  | 13  | 20  | —  | 22 | 69 | —   | 49 | —                                    | All for You                               |
| 2002                                                              | "Come On Get Up"                                                                                     | —   | —  | —   | —   | —   | —  | 7  | —  | —   | —  | —                                    | All for You                               |
| 2003                                                              | "Janet Megamix 04"                                                                                   | —   | 3  | —   | —   | —   | —  | —  | —  | —   | —  | —                                    | Single sem Álbum                          |
| 2004                                                              | "Just a Little While" ^^                                                                             | 45  | 1  | —   | 15  | 20  | 3  | 1  | 54 | 72  | —  | —                                    | Damita Jo (álbum)                         |
| 2004                                                              | "I Want You"                                                                                         | 57  | —  | 18  | 19  | —   | —  | 59 | —  | —   | —  | - 1× Platina                         | Damita Jo (álbum)                         |
| 2004                                                              | "All Nite (Don't Stop)" #                                                                            | 119 | 1  | 90  | 19  | 24  | —  | 1  | 48 | —   | 39 | —                                    | Damita Jo (álbum)                         |
| 2004                                                              | "R&B Junkie"                                                                                         | —   | —  | 101 | —   | —   | —  | 2  | —  | —   | —  | —                                    | Damita Jo (álbum)                         |
| 2006                                                              | "Call on Me" (with Nelly)                                                                            | 25  | 2  | 1   | 18  | —   | —  | 9  | 45 | 41  | 11 | —                                    | 20 Y.O.                                   |
| 2006                                                              | "So Excited" (featuring Khia)                                                                        | 90  | 1  | 34  | —   | —   | —  | —  | —  | —   | —  | —                                    | 20 Y.O.                                   |
| 2006                                                              | "Enjoy"                                                                                              | —   | —  | —   | —   | —   | —  | 1  | —  | —   | —  | —                                    | 20 Y.O.                                   |
| 2006                                                              | "With U"                                                                                             | —   | —  | 65  | —   | —   | —  | —  | —  | —   | —  | —                                    | 20 Y.O.                                   |
| 2007                                                              | "Feedback"                                                                                           | 19  | 1  | 39  | 114 | 50  | 3  | 6  | 40 | 36  | 17 | —                                    | Discipline                                |
| 2008                                                              | "Rock with U"                                                                                        | 121 | 20 | 114 | —   | —   | —  | 1  | —  | —   | —  | —                                    | Discipline                                |
| 2008                                                              | "Luv" ^^                                                                                             | 102 | —  | 34  | —   | —   | —  | 60 | —  | —   | —  | —                                    | Discipline                                |
| 2008                                                              | "Can't B Good"                                                                                       | —   | —  | 76  | —   | —   | —  | —  | —  | —   | —  | —                                    | Discipline                                |
| 2009                                                              | "Make Me"                                                                                            | —   | 1  | 71  | 73  | —   | —  | 17 | —  | —   | —  | —                                    | Number Ones/The Best                      |
| 2010                                                              | "Nothing"                                                                                            | —   | —  | 58  | —   | —   | —  | —  | —  | —   | —  | —                                    | Icon: Number Ones                         |
| 2015                                                              | "No Sleeep / No Sleeep (Remix)" (featuring J. Cole)                                                  | 63  | —  | 18  | —   | —   | —  | —  | —  | 104 | —  | —                                    | Unbreakable                               |
| 2015                                                              | "Unbreakable"                                                                                        | —   | —  | —   | —   | —   | —  | —  | —  | —   | —  | —                                    | Unbreakable                               |
| 2015                                                              | "BURNITUP!" (featuring Missy Elliott)                                                                | —   | —  | —   | —   | —   | —  | —  | —  | —   | —  | —                                    | Unbreakable                               |
| 2016                                                              | "Dammn Baby"                                                                                         | —   | —  | —   | —   | —   | —  | —  | —  | —   | —  | —                                    | Unbreakable                               |
| 2018                                                              | "Made for Now" (featuring Daddy Yankee)                                                              | —   | —  | —   | —   | —   | —  | —  | —  | —   | —  | —                                    | TBA                                       |
| Como artista convidada                                            | |     |    |     |     |     |    |    |    |     |    |                                      |                                           |
| 1987                                                              | "Diamonds" ^^^ (Herb Alpert featuring Janet Jackson and Lisa Keith)                                  | 5   | 1  | 1   | 27  | 20  | 4  | —  | —  | —   | 31 | —                                    | Keep Your Eye On Me                       |
| 1987                                                              | "Making Love in the Rain" ^^^ (Herb Alpert featuring Lisa Keith and Janet Jackson)                   | 30  | —  | —   | —   | —   | —  | —  | —  | —   | —  | —                                    | Keep Your Eye On Me                       |
| 1989                                                              | "2300 Jackson Street" (The Jacksons featuring Michael Jackson, Janet Jackson and Rebbie Jackson)     | —   | —  | 9   | 76  | —   | —  | —  | 39 | —   | —  | —                                    | 2300 Jackson Street                       |
| 1992                                                              | "The Best Things in Life Are Free" (Luther Vandross featuring Janet Jackson, BBD and Ralph Tresvant) | 10  | 3  | 1   | 2   | 2   | 4  | —  | 14 | —   | —  | —                                    | Mo' Money                                 |
| 1995                                                              | "Scream" (Michael Jackson featuring Janet Jackson)                                                   | 5   | 1  | 2   | 3   | 2   | 1  | 1  | 8  | 4   | 1  | - 1× Platina                         | HIStory: Past, Present and Future, Book I |
| 1998                                                              | "Luv Me, Luv Me" ^^ (Shaggy featuring Janet Jackson)                                                 | 76  | —  | 22  | 5   | 10  | —  | —  | 36 | —   | 34 | —                                    | How Stella Got Her Groove Back            |
| 1999                                                              | "What's It Gonna Be?!" (Busta Rhymes featuring Janet Jackson)                                        | 3   | —  | 1   | 6   | 65  | 11 | 2  | 42 | —   | 7  | - Ouro                               | Extinction Level Event                    |
| 1999                                                              | "Girlfriend/Boyfriend" ^^ (Blackstreet featuring Janet Jackson, Eve and Ja Rule)                     | 47  | —  | 17  | 11  | 16  | 25 | 4  | 98 | 71  | 12 | —                                    | Finally                                   |
| 2002                                                              | "Feel It Boy" (Beenie Man featuring Janet Jackson)                                                   | 28  | —  | 31  | 9   | 18  | —  | 6  | 72 | —   | 12 | —                                    | Tropical Storm                            |
| 2005                                                              | "Don't Worry" (Chingy featuring Janet Jackson)                                                       | —   | —  | 60  | —   | —   | —  | 95 | —  | —   | —  | —                                    | Powerballin'                              |
| 2010                                                              | "We Are the World 25 for Haiti" (USA for Haiti)                                                      | 2   | —  | —   | 50  | 18  | 7  | —  | —  | —   | 8  | —                                    | Non-album single                          |
| "—" denota de lançamentos que não entram nas tabelas de tal país. | |     |    |     |     |     |    |    |    |     |    |                                      |                                           |

Footnotes
- ^^ = Não lançado para venda nos Estados Unidos.
- ^^^ = A aparição de Janet em "Diamonds", a Billboard considera como um single de Herb Alpert , e a música portanto não faz parte da sua lista no Hot 100, Nem na R&B Charts. Similarmente, "Making Love in the Rain" com o backing vogal feito for Janet, também não entra na lista de Janet.
- # = "All Nite (Don't Stop)"foi lançado como duplo lado-A no Reino Unido junto com "I Want You".
- Outros singles são "Love and My Best Friend" (Lançado apenas no brasil), "Ask for More" (Single a Pepsi), e "Pops Up".Que não foram tabelados.
- * = Indica pico na Billboard Hot 100 Airplay e Billboard R&B Airplay para singles não comerciais.

## Videografia

### Ao Vivo
| Ano  | Nome | Informação                                                                 | Certificações                          |
| ---- | --- | -------------------------------------------------------------------------- | -------------------------------------- |
| 2001 | The Velvet Rope Tour – Live in Concert - Gravadora: Eagle Rock Entertainment - Formato: VHS, Laserdisc, DVD | Ao vivo no Madison Square Garden em Nova York no dia 11 de Outubro de 1998 | - 1× Platina - 1× Platina              |
| 2002 | Live in Hawaii - Gravadora: Warner Bros - Formato: DVD                                                      | Ao vivo no Aloha Stadium em Honolulu no dia 16 de Fevereiro de 2002        | - 1× Platina - 1× Platina - 1× Platina |

### Compilações de Vídeo
| Year | Title                                                                                | Info                               | Certifications |
| ---- | ------------------------------------------------------------------------------------ | ---------------------------------- | -------------- |
| 1986 | Control – The Videos - Gravadora: A&M Records - Formato: VHS, Laserdisc              | Compilação de vídeo de 1986        | - 1× Platina   |
| 1987 | Control – The Videos Part II - Gravadora: A&M Records - Formato: VHS, Laserdisc      | Compilação de Vídeo de 1986 a 1987 | - Ouro         |
| 1989 | Janet Jackson's Rhythm Nation 1814 - Gravado: A&M Records - Formato: VHS, Laserdisc  | Pequeno filme de 1989              | - 2× Platina   |
| 1990 | The Rhythm Nation Compilation - Gravado: A&M Records - Formato: VHS, Laserdisc       | Compilação de Vídeo de 1989 a 1990 | - 1× Platina   |
| 1994 | Janet - Gravadora:Virgin - Formato: VHS,Laserdisc                                    | Compilação de Vídeo de 1993 a 1994 | - Ouro         |
| 1995 | Design of a Decade 1986/1996 - Gravadora: A&M Records - Formato: DVD, VHS, Laserdisc | Compilação de Vídeo de 1986 a 1996 | - Ouro         |
| 2001 | All for You (DVD edition) - Gravadora: Virgin - Formato: DVD                         | Compilação de Vídeo de 1993 a 2001 |                |
| 2004 | From Janet to Damita Jo: The Videos - Gravadora: Virgin - Formato: DVD               | Compilação de Vídeo de 1993 a 2004 |                |